# سسکان راستین
سِسکان (به لاتین: Sylviidae) تیره‌ای از راسته گنجشک‌سانان است. این پرندگان کوچک، پرجنب‌وجوش و حشره‌خوار هستند و نوکی باریک دارند.
در گذشته، گروه بزرگی از پرندگان همگی با هم در تیره Sylviidae گروه‌بندی می‌شدند ولی اکنون اصطلاح سسکان جهان قدیم را برای آنان به کار می‌برند. این تیره پیش‌تر شامل بیش از ۴۰۰ گونه در بیش از ۷۰ سرده بود و سبب سردرگمی زیادی در آرایه‌شناسی بود. سپس ابتدا به دو تیره تقسیم شد: سبدنشینان و سسک تاجی. در ده سال گذشته پژوهش‌های بسیاری دربارهٔ آنها انجام شده‌است و بسیاری از گونه‌ها اکنون در تیره‌های دیگری (شامل سسک‌های نیزار، سسک‌های بیشه، سسکان برگی، و سسکان ملخی) قرار داده شده‌اند. همچنین برخی از گونه‌ها در خانواده‌های موجود جای گرفته‌اند و جایگاه بعضی گونه‌ها هنوز قطعی نشده‌است. خانواده کوچکی از سسک‌ها همراه با لیکوها که پیش‌تر در تیره لیکویان و طوطی‌نوک‌ها بودند، اکنون تیره کوچک سسکان را تشکیل می‌دهند.

## گونه‌ها
سرده سسک‌های بیشه (Sylvia) شامل این گونه‌هاست:
- سسک یَمَنی، Sylvia buryi
- سسک سرسیاه، Sylvia atricapilla
- سسک باغی (آلوچه‌خورک)، Sylvia borin
- سسک برگی، Sylvia communis
- گلوسفید کهتر، Sylvia curruca
- گلوسفید بیابانی، Sylvia minula
- گلوسفید هیوم، Sylvia althaea
- سسک بیابانی، Sylvia nana
- سسک صحرایی آفریقایی، Sylvia deserti
- سسک سینه‌راه‌راه، Sylvia nisoria
- سسک اورفی، Sylvia hortensis
- سسک عربی، Sylvia leucomelaena
- سسک روپل، Sylvia rueppelli
- سسک کوهپایه، Sylvia cantillans
- سسک ساردنی، Sylvia melanocephala
- سسک قبرس، Sylvia melanothorax
- سسک سردودی، Sylvia mystacea
- سسک عینکی، Sylvia conspicillata
- سسک تریسترم، Sylvia deserticola
- سسک دارتفورد، Sylvia undata
- سسک مارمورا، Sylvia sarda
- سسک جنبان Scotocereca inguieta

### گونه‌های پارادوکسورنیس Paradoxornis
سرده طوطی‌نوک ۱۸ کونه دارد

### Fulvetta
سرده فولوتا Fulvetta ۷ گونه دارد

### دیگر سرده‌ها
- سسک دم‌آتشی
- لیکویی تپه‌ای آفریقا
- سسک تپه‌ای چین
- Lioparus
- طوطی‌نوک بزرگ
- Chrysomma که ۳ گونه دارد
- چرخ‌ریسک الیکایی